# 藤田三男
藤田 三男（ふじた みつお、1938年4月8日 - ）は、日本の文筆家。装丁家。元編集者。

## 来歴
東京市木挽町（現：中央区）生まれ。1961年早稲田大学文学部国文専修卒業、河出書房新社入社後、取締役編集部長等を務め1979年退社、木挽社を設立。榛地和の名で装本も手がける。ゆまに書房編集顧問。

## 著書
- 『榛地和装本』河出書房新社 1998
- 『榛地和装本 終篇』ウェッジ 2010
- 『歌舞伎座界隈』河出書房新社 2013
- 『三島由紀夫点綴』随想を書く会 2020

他に回想・「界隈」余滴、なお担当した三島作品は、文庫新版で解説担当

### 共編・編
- 『写真集三島由紀夫 ’25～’70』三島瑶子共編 新潮文庫 2000
- 『活字の歴史と技術 Asterisk 1・2』加藤美方共編 樹立社 2005
- 『新編 燈火頬杖 浅見淵随筆集』編 ウェッジ文庫 2008

## 参考
- ISBN 978-4-309-90989-9
- 『文藝年鑑』2010年

| スタブアイコン | サブスタブ | この項目は、まだ閲覧者の調べものの参照としては役立たない、文人（小説家・詩人・歌人・俳人・作詞家・作家・放送作家・随筆家（コラムニスト）・文芸評論家）に関連した書きかけの項目です。この項目を加筆・訂正などしてくださる協力者を求めています（P:文学/PJ:作家）。 |